# Luck and Strange
Luck and Strange ist das fünfte Solo-Studioalbum des britischen Musikers David Gilmour, das im September 2024 erschien.

## Entstehung und Veröffentlichung
Das Album wurde über einen Zeitraum von fünf Monaten in verschiedenen Studios aufgenommen. Die Erstveröffentlichung erfolgte am 6. September 2024 bei Sony Music Entertainment. Das Album erschien in seiner Standardausführung als CD und LP sowie zum Download und Streaming mit neun Titeln. Am gleichen Tag erschien auch eine Deluxeausführung mit zwei Bonustiteln.
Geschrieben und produziert wurden alle Lieder von Gilmour selbst, lediglich das Lied Between Two Points – geschrieben von Roger Quigley und Mark Tranmer – wurde nicht von ihm verfasst. Während er beim Schreibprozess einiger Titel von seiner Frau Polly Samson und bei einem von Charlie Gilmour unterstützt wurde, tätigte er die Produktion gemeinsam mit Charlie Andrew. Nennenswerte Gastmusiker sind der Bassist Guy Pratt, seit 1987 bei zahlreichen Projekten von Pink Floyd und David Gilmour beteiligt, der Ambient-Musiker Roger Eno sowie Gilmours Tochter Romany. Das Titelstück enthält zudem Tonspuren des 2008 verstorbenen Pink-Floyd-Keyboarders Richard Wright, die 2007 aufgenommen wurden. Between Two Points ist die Interpretation eines Titels des Duos The Montgolfier Brothers.

## Titelliste
Alle Titel, wenn nicht anders angegeben: Musik von David Gilmour und Liedtexte von Polly Samson.
| Nr.          | Titel                                    | Text                                | Musik        | Länge |
| ------------ | ---------------------------------------- | ----------------------------------- | ------------ | ----- |
| 1.           | Black Cat                                | Instrumental                        |              | 1:16  |
| 2.           | Luck and Strange                         |                                     |              | 6:54  |
| 3.           | The Piper's Call                         |                                     |              | 5:15  |
| 4.           | A Single Spark                           |                                     |              | 6:02  |
| 5.           | Vita Brevis                              | Instrumental                        |              | 0:46  |
| 6.           | Between Two Points (with Romany Gilmour) | Roger Quigley                       | Mark Tranmer | 5:46  |
| 7.           | Dark and Velvet Nights                   |                                     |              | 4:41  |
| 8.           | Sings                                    |                                     |              | 5:15  |
| 9.           | Scattered                                | D. Gilmour, Charlie Gilmour, Samson |              | 7:26  |
| Gesamtlänge: | Gesamtlänge:                             | Gesamtlänge:                        | Gesamtlänge: | 43:21 |

## Mitwirkende
- David Gilmour – Gitarre (alle Titel), Klavier (1), Gesang (2–4, 7–9), Ukulele (3), Höfner 500/1 (3, 8), Farfisa-Orgel (3), Begleitgesang (2–4, 6–8), Keyboards (6, 9), Hammond-Orgel (7), Bass (9), Leslie-Piano (9), Cümbüş (8)
- Richard Wright – E-Piano, Hammond-Orgel (2)
- Romany Gilmour – Gesang (6), Begleitgesang (2–4, 6–8), Harfe (5–6)
- Gabriel Gilmour – Begleitgesang (3, 4)
- Rob Gentry – Synthesizer (1–4, 6, 9), Keyboards (3, 6, 8–9), Klavier (4, 6, 8–9), Orgel (7)
- Roger Eno – Klavier (1, 9)
- Guy Pratt – Bass (2, 3, 6–9)
- Adam Betts – Perkussion (2, 4, 6–9), Djembe (3), Drums (4)
- Steve DiStanislao – Drums (2)
- Steve Gadd – Drums, Percussion (3, 6–9)
- Tom Herbert – Bass (4)
- Edmund Aldhous – Organist und musikalische Leitung, Ely Cathedral
- Ely Cathedral Choir – Chor
- Angel Studios Choir – Chor
- Angel Studios Orchestra

Produktion
- David Gilmour – Produktion, Abmischung, Tontechnik
- Charlie Andrew – Produktion, Abmischung, Tontechnik
- Matt Glasbey – Abmischung, Tontechnik
- Dick Beetham – Mastering
- Damon Iddins – Tontechnik
- Andy Jackson – zusätzliche Produktion (2, 3, 7)
- Luie Stylianou – zusätzliche Produktion (8)
- Will Gardner – Orchesterarrangements (2, 4, 6, 9)

## Kommerzieller Erfolg

### Chartplatzierungen
| ChartsChartplatzierungen       | Höchstplatzierung | Wochen |
| ------------------------------ | ----------------- | ------ |
| Deutschland (GfK)              | 1 (16 Wo.)        | 16     |
| Österreich (Ö3)                | 1 (13 Wo.)        | 13     |
| Schweiz (IFPI)                 | 1 (18 Wo.)        | 18     |
| Vereinigte Staaten (Billboard) | 10 (2 Wo.)        | 2      |
| Vereinigtes Königreich (OCC)   | 1 (6 Wo.)         | 6      |

| ChartsJahrescharts (2024) | Platzierung |
| ------------------------- | ----------- |
| Deutschland (GfK)         | 24          |
| Österreich (Ö3)           | 38          |
| Schweiz (IFPI)            | 18          |

### Auszeichnungen für Musikverkäufe
| Land/Region                  | Auszeichnungen für Musikverkäufe (Land/Region, Auszeichnung, Verkäufe) | Verkäufe |
| ---------------------------- | ---------------------------------------------------------------------- | -------- |
| Italien (FIMI)               | Gold                                                                   | 25.000   |
| Polen (ZPAV)                 | Gold                                                                   | 10.000   |
| Vereinigtes Königreich (BPI) | Silber                                                                 | 60.000   |
| Insgesamt                    | 1× Silber · 2× Gold ·                                                  | 95.000   |